# Serge Vollin

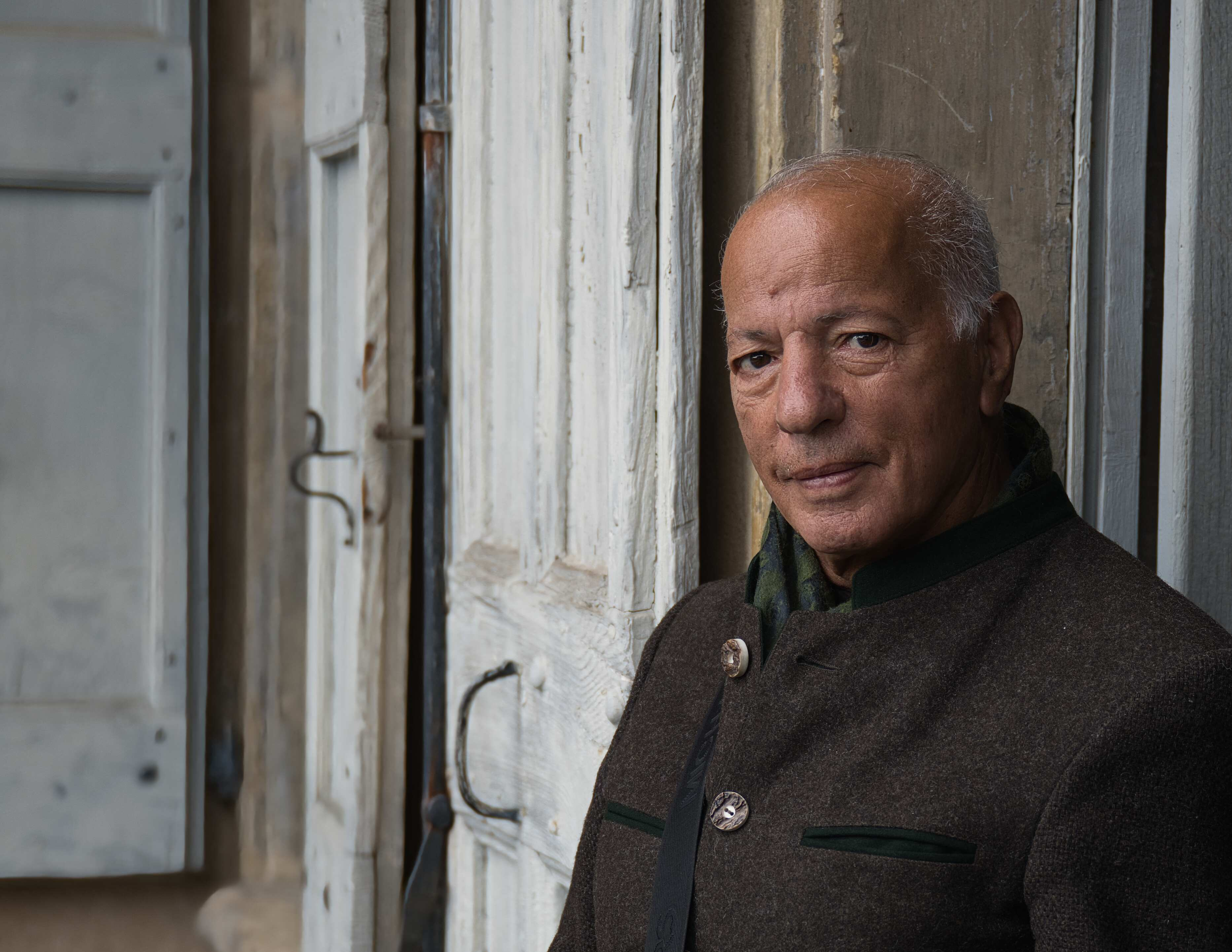
Serge Vollin, Oktober 2024 in La Côte-Saint-André, Frankreich

Serge Vollin (* 20. Dezember 1946 (als Cherif Benamor) in Algerien) ist ein französischer Maler und Autor.

## Leben/Werdegang
Vollin wurde in Messaouda (Region Ghassira im Atlasgebirge) in Algerien als Sohn berberischer Eltern geboren. Mit 17 Jahren ging er nach Frankreich, lebte, lernte und arbeitete in Grenoble, bevor er sich 1973 entschied, nach Deutschland zu ziehen.
Seine Kindheit und Jugend waren von traumatisierenden Erlebnissen des Algerienkrieges (1954–1962) geprägt. Eine Schockerfahrung im Alter von 8 Jahren löste Alpträume aus, die er beim Ziegenhüten zu zeichnen begann. Bis Soldaten auf seine Leidenschaft aufmerksam wurden und ihm Hefte und Stifte schenkten (später ein Fass Tinte und eine Feder), ritzte er seine Träume mit Silexsteinen (Feuersteinen) auf Felsen und nutzte Schiefertafeln und Kreide.
Als Teenager und junger Mann in Frankreich machte er Begegnungen mit Menschen, die ihn förderten und zu denen sich lebenslange Freundschaften entwickelten. In Frankreich und Deutschland arbeitete er in unterschiedlichen Jobs – immer mit dem eigentlichen Ziel, sein Leben als Künstler zu finanzieren.
Wiederholt forderte der aufreibende Konflikt zwischen Existenz, Kunst und traumatischen Kindheitserfahrungen seinen Tribut und führte zu Zusammenbrüchen, die die Phasen seiner Malerei kennzeichnen.
2005 lernte er Fatima Besnaci-Lancou kennen, eine französische, für ihre Harkisportraits bekannte Autorin. Harkis waren algerische Hilfstruppen, die im Algerienkrieg (1954–1962) für Frankreich kämpften. Es entstand ein gemeinsames Projekt, in dem Serge Vollin Fatimas Harkisportraits visualisierte. Am 7. Februar 2024 wurden Texte und Bilder in der Assemblée Nationale in Paris präsentiert und die Geschichte der Harkis mit 62 Werken Serge Vollins am Dôme des Invalides der breiten Öffentlichkeit zugänglich gemacht.
Heute lebt Serge Vollin in München, ist verheiratet und Vater eines Sohnes.

## Werk/Wirken
Vollins Arbeiten wurden u. a. 1998 in der Luise Ross Gallery in New York City ausgestellt, 2006 auf der Berliner Art brut Biennale und zuletzt 2024 im Rahmen eines Erinnerungsprogramms der französischen Regierung in Paris.
Sein Werk aus mittlerweile etwa 1700 Arbeiten passt in keine der klassischen Schubladen und umfasst Moderne Kunst, Art brut, Akt und Therapy Art in Öl und Acryl. Einige Arbeiten dienen als Vorlagen für Bleiglas-, Kupferstich- und Mosaikarbeiten, werden von einem Modedesigner aufgegriffen oder sind Ausgangspunkt für umfangreiche Gobelinwebarbeiten (Projekt in Voiron, Frankreich).
Von sich selbst sagt er, dass er sich für seine Kunst eine Kinderseele bewahrt habe. Er malt direkt und impulsiv, arbeitet ohne Skizzen oder Studien. Trigger sind Eindrücke aus Begegnungen, Erlebtem und zeitlebens seine Träume. Arbeiten entstehen ausschließlich am Tisch oder bei größeren Formaten auf dem Boden. Aufgrund der Intensität der Auseinandersetzung und der Detaillierung benötigt er für Letztere in der Regel länger als ein halbes Jahr.

## Ausstellungen

### Einzelausstellungen
- 1985: Klinge Pharma GmbH, München
- 1986: Deutsche Bank, München-Marienplatz
- 1989: Siemens AG, München-Perlach
- 1989: MBB, Ottobrunn
- 1990: TÜV Oberbayern, München
- 1990: BBV, München-Neuperlach
- 1992: IHK, Würzburg
- 1994: Bayer. Verwaltungsgericht, München
- 2001: Villa des Arts, Voreppe (Frankreich)
- 2001: Luise Ross Gallery, New York
- 2002: CBG Max Planck Institute of Molecular Cell Biology and Genetics, Dresden
- 2004: L’ancien Musée de peinture, Grenoble[4]
- 2006: 13 Chibanis – Harkis, Perpignan (Frankreich)
- 2006: Colloque pour une histoire critique et citoyenne à L’École Normale Supérieure-Lettres et Sciences Humaines de Lyon (Frankreich)
- 2007: Les 13 Chibanis Harkis, Roubaix (Frankreich)
- 2008: Les 13 Chibanis Harkis, Paris
- 2011: Galerie Abrupt Grenoble
- 2015: Rathausgalerie Ebersberg
- 2015: SeelenArt Galerie München
- 2016: Galerie Hebert, Grenoble
- 2020: Treize Chibanis Harkis: Werke von Serge Vollin mit Texten von Fatima Besnaci-Lancou im Mémorial du Camp de Rivesaltes, 30. Juni 2020 bis 31. Januar 2021[5]
- 2024: Assemblée Nationale, Paris,  Dôme des Invalides[6]
- 2024: Treize Chibanis Harkis: Mémorial du Camp de Rivesaltes - Conseil départemental des Pyrénées-Orientales präsentiert 13 Werke von Serge Vollin mit Texten von Fatima Besnaci-Lancou, vorgetragen durch Laurent Stocker am 25. September 2024.

### Gruppenausstellungen
- 1991: Mairie de Morainvilliers, Paris
- 1995: BBV, München-Neuperlach
- 1996: Stadthalle Germering bei München
- 1996: Art Exhibition – International Congress on Phytomedicine, München
- 1998: Outsider Art Fair at the Puck Building on Lafayette, New York
- 1998: Luise Ross Gallery, New York
- 1998: Halle Saint Pierre, exhibit "Aux Frontieres de L'art brut", Paris
- 1999: Outsider Art Fair at the Puck Building on Lafayette, New York
- 1999, 2000, 2001, 2003: Luise Ross Gallery, New York
- 2000, 2001, 2003: Outsider Art Fair at the Puck Building on Lafayette, New York
- 2001: Kunstprojekt „freedom • freiheit • liberté “ Galerie im Üblacker-Häusl, München
- 2002: Le Pluriel des Singuliers III, Galerie d’Art du Conseil Général des Bouches-du-Rhône, Aix-en-Provence
- 2005: Maghreb des livres, l’Hôtel de ville, Paris 4ème
- 2005: Biennale « Meine Welt » Nr. 5, Wichernheim e.V. Frankfurt an der Oder
- 2005: Folk Arts Centre Kaustinen, Finnland (Presentation DVD)
- 2005: 8èmes Rencontres autour de l’Art Singulier au Musée International d’Art Naïf Anatole  Jakovsky, Nice
- 2005: L’Association CONFLUENCES, Blagnac (Frankreich)
- 2006: APA (L’Association pour l’autobiographie et le patrimoine autobiographique) au centre International de Séjour de Lyon, Frankreich
- 2007: ARTénim, Alpexpo-Grenoble
- 2007: „Des Menschen Maaß“, Outsider Art atelier hpca, Kunsthalle Villa Kobe in Halle/Saale
- 2007: 8th Triennial of Self-Taught Art “Insita”, Slovenska Narodna Galéria, Bratislava
- 2007: INDEX Exhibition, Dubai International Convention and Exhibition Centre
- 2007: Art Gallery, Montreux, Espace Bétemps Galerie d’art
- 2008: «die andere Seite», Gasteig, München
- 2008: Salon d’Automne de peinture de La Grande Motte, Prix Athena D’Or
- 2009: BIZ’ART – BIZ’ART; Le Vaudioux, Frankreich[7]
- 2009: American Visionary Art Museum, Baltimore (06-Sep-2009 – 06-Sep-2010)
- 2010: BIZ’ART – BIZ’ART; Le Vaudioux, Frankreich[8]
- 2010: Ausstellung unter Wasser im Aquadome, Bad Wiessee
- 2010: «die andere Seite», Gasteig, München
- 2011: „Here is Afrika!“, K.H. Renlunds Museum, Kokkola, Finnland (12-Mai-2011 - 04-Sep-2011)
- 2011: Kajaani Art Museum, Finnland (18-Sep-2011 - 27-Nov-2011)
- 2011: Galerie Bezirk Oberbayern, Kunstförderpreis[9]
- 2012, 2013, 2014: BIZ’ART – BIZ’ART; Le Vaudioux, Frankreich[10][11][12]
- 2014: Abbaye Auberive, Frankreich[13]
- 2015: Grundbuchamt Ebersberg
- 2016: Kulturreferat München, «I art my office»
- 2022: Bezirk Oberbayern, Kunstförderpreis[14][15]

## Publikationen
- Serge Vollin, Alain-Victorin L'Evêque: Filles des Aurès - La guerre d'Algérie dans les yeux d'un enfant | Editions L'Harmattan (7. Dezember 2023), ISBN 2-336-40471-0, ISBN 978-2-336-40471-4
- Serge Vollin: Mes Aures | My Aures 2004 Objet Trouve, Paris, ISBN 2-84935-001-X
- Serve Vollin: 60 Poemes – Je ne suis pas poete – 60 Gedichte und Illustrationen (farbig, Privatbesitz)